# Orella externa

Anatomia de l'orella humana:
1: Orella externa: 2: Pavelló auricular, 3: Conducte auditiu extern, 4: Timpà.
5: Orella mitjana.
13: Orella interna.
Altres: 11: Os temporal.

L'orella externa és la part exterior de l'orella. És incorrecte el terme oïda externa, ja que oïda és un sentit i no un òrgan.
Consta de: 
- Pavelló auricular.
- Conducte auditiu extern.
- Cara externa del timpà.

Té la funció de recollir els sons i dirigir-los cap a l'orella mitjana, tot protegint aquesta última de traumatismes i agents estranys.
El pavelló auricular està revestit per cartílag elàstic recobert de pell tova, i aquesta pell té abundants glàndules sebàcies, denominades com pilositat del trago, i en la seva part més medial té en l'arquitectura cartilaginosa fibres de múscul estriat que es comuniquen amb el conducte auditiu exterior, donant-li fermesa i suport així com certa capacitat de moviments en l'ésser humà. A l'oïda animal, dins l'estudi de l'òrgan vestibulococlear dels mamífers terrestres, es poden apreciar els músculs extrínsecs de l'orella.
El conducte auditiu extern s'estén des de l'esmentat pavelló cap al timpà. D'uns 3.5 cm de llarg en l'ésser humà, i pot mesurar fins a 7 cm en altres mamífers. Està compost de cartílag elàstic, teixit ossi i pell tova. També es presenten vellositats del trago que són certament més abundants en subjectes masculins. Just en la pell es localitzen glàndules ceruminoses, que són una mena de glàndules sudorípares apocrines, sent les responsables de la producció de cerumen, que té per funcions protegir la cavitat òtiques d'agents estranys, com la pols, agents paràsits, agents virulents i de certs agents bacterians; i evitar la maceració de la pell tova d'aquest meat o conducte.